# Танаис (парк)
Танаис (бывш. Парк культуры и отдыха Советского района) — парк в Юго-Западном жилом районе Воронежа. Один из старейших парков отдыха в городе. Открыт в 1973 году.
Площадь — 21,1 га. Парк трапециевидной формы и ограничен улицами улицами Героев Сибиряков, Олеко Дундича, Космонавта Комарова и Южно-Моравской.
В парке живут белки, проводятся городские мероприятия и праздники.

## История
В середине XX века воронежскими фронтовиками участок будущего парка на окраине города был засажен соснами. В этом лесу вскоре поселились белки.

### Открытие
10 апреля 1973 года был создан Советский район, в тот же год в лесном массиве открыли Парк культуры и отдыха Советского района. 22 апреля 1974, в день всесоюзного субботника, в парке началось возведение комплекса аттракционов, который был открыт 1 июня. На центральной аллее парка был установлен списанный самолёт Ан-10, в котором открыли сначала кинотеатр, а позднее тир. Детский летний кинотеатр «Берёзка» был построен в юго-западной части парка (сейчас на его месте теннисный корт). В составе парка аттракционов работали детская железная дорога, миниатюрный автогородок, аттракционы «Лодочки», «Ромашка» и другие.

### Поляна сказок
В 1976—1977 годах властями было принято решение о создании на территории парка «Поляны сказок». Автором идеи и архитектором стал Владимир Кашин, а скульптором всех сказочных персонажей Антонина Толмачева. При его создании не было срублено ни одно дерево. Помогали в создании скульптур Евгений Болдырев и Николай Веревкин, они занимались чеканкой и сваркой, а также муж автора — скульптор Олег Толмачев. Мастерская, в которой были изготовлены многие скульптуры, находилась в здании закрытой церкви Святого Самуила. Открыта «Поляна сказок» в 1980 году. Территория была обнесена частоколом, а центральный вход в виде больших деревянных ворот был с улицы Комарова. Ворота «держали» деревянные богатыри в шлемах и со щитами (автор Олег Толмачев). Внутри был построен резной царский терем в традициях древнерусского деревянного зодчества: ставни окон с вырезанными на них животными, на резных наличниках была надпись «По щучьему велению, по моему хотению». Рядом с теремом по железной дороге ездила чудо-печь, на которой сидел Емеля (выполнен Антониной Толмачевой). Рядом с теремом были построены теремок с двумя остроконечными крышами и домик с Бабой-ягой на крыше (саму скульптуру быстро украли). Резной рисунок на ставнях и наличниках домов придумал и нарисовал Владимир Кашин, а выполнили столяры и резчики по дереву. Также были установлены металлические лиса и колобок, Маша и Медведь, Иванушка с Коньком-горбунком и бетонные Царевна-лягушка (выполнена Антониной Толмачевой), Алёнушка с заколдованным братцем Иванушкой и Золотая рыбка, окружённая бассейном. На Золотую рыбку смотрели деревянные старик со старухой (выполнены соответствено Николаем Веревкиным и Антониной Толмачевой) у разбитого корыта.

### Запустение

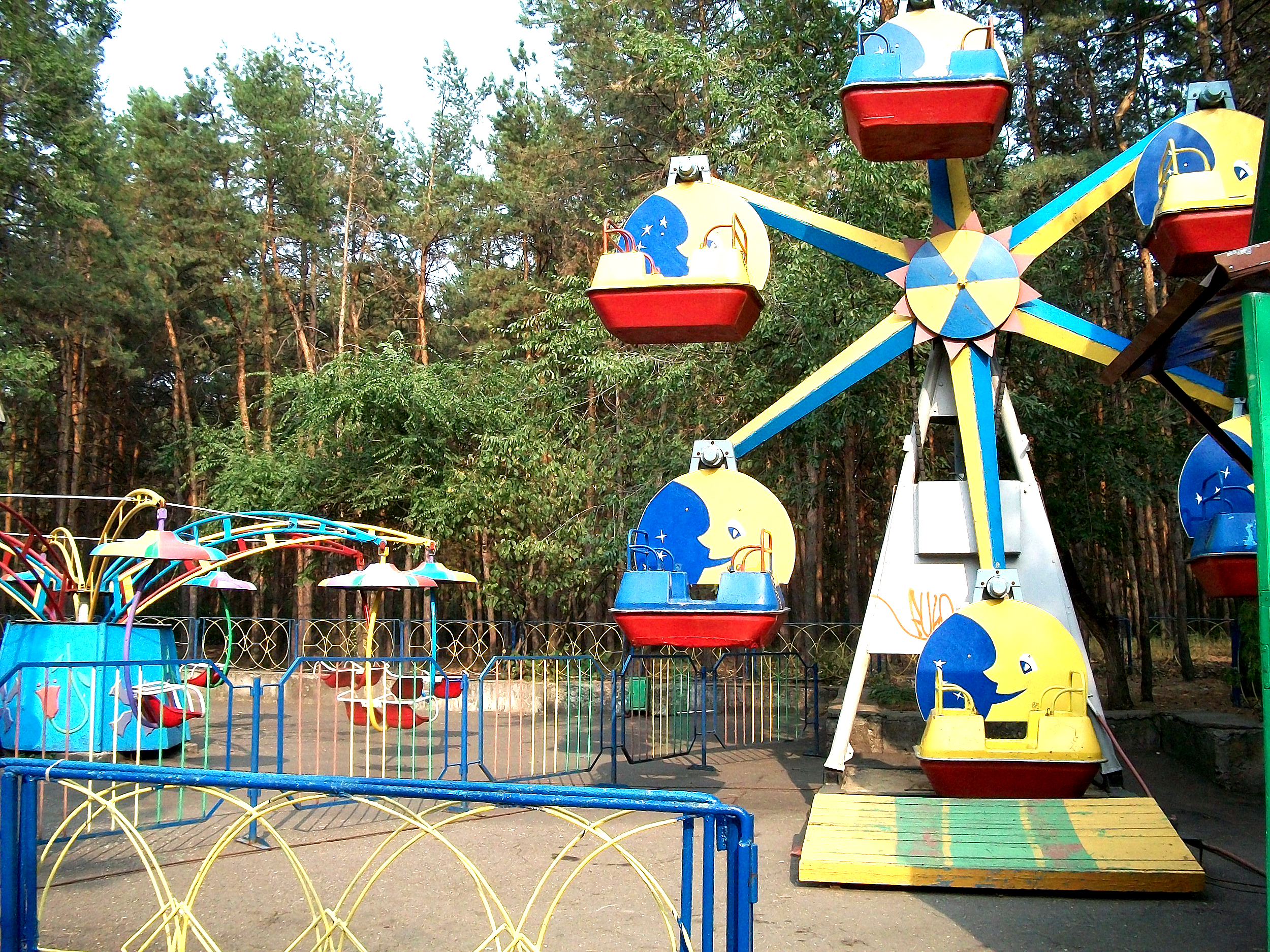
Аттракционы в парке

В 2011 году в нём обновили аттракционы и облагородили зону отдыха: проложили новые дорожки, поставили скамейки, фонари и аттракционы. В 2014 году парк был передан в аренду инвестору, который должен был вложить в реконструкцию парка около 50 миллионов рублей, но так и не сделал этого. В итоге договор с ним был расторгнут в суде, в 2020 году аттракционы демонтировали.

### Перспективы
В 2024 году парк был передан в концессию на 35 лет. Концессионерами выступили Эдуард Толоконников (который ранее получил в концессию парк Дельфин), Дмитрий Хвастунов и Эдуард Краснов. За первые 4 года они планируют вложить в его благоустройство 415 миллионов рублей. Планируется воссоздать практически утраченную «Поляну сказок», установить аттракционы, фонтан, археологическую песочницу, амфитеатр и памп-трек. Также будут обустроены площадки для занятий футболом, волейболом, баскетболом, теннисом и воркаутом.